# 木下小夜子
木下 小夜子（きのした さよこ）は日本のアニメーション作家、プロデューサー。国際アニメーション映画協会(ASIFA)会長、同日本支部(ASIFA-JAPAN)会長、広島国際アニメーションフェスティバルディレクター（総指揮）。夫は木下蓮三。

## 概要
木下小夜子は、東京生まれ、女子美術短期大学造形学科卒業。虫プロダクションを経て、1969年に(株)スタジオロータスに入社。
1972年に木下蓮三と制作したアニメーション『MADE IN JAPAN』がニューヨーク国際映画祭でグランプリを受賞したが、当時はまだアニメーションが社会的に認知されておらず、創るだけでなく広めることも必要と考え活動を開始した。更に1978年制作の『ピカドン』で、アニメーションの伝える力を再認識し、広島でアニメーションの映画祭を始めたいと活動した。1985年に広島国際アニメーションフェスティバルが開始され、第1回以降、2020年の終了まで35年間にわたりフェスティバルディレクター（総指揮、総監督）を担当した。
2006年より2009年、および2018年より国際アニメーション映画協会(ASIFA)会長。日本アニメーション学会顧問。
第49回（2021年度）アニー賞において、夫妻でジューン・フォーレイ賞が授与された

## 作品
木下蓮三と制作した作品には以下などがある。
- 『MADE IN JAPAN』(1972年)
- 『日本人』(1977)
- 『ピカドン』(1978)脚本
- 『最後の空襲くまがや』(1993)
- 『琉球王国 – MADE IN OKINAWA』(2004)

## 賞歴
- 2021年 - 第49回アニー賞・「ジューン・フォレイ賞」[6]